# Перепись населения США (1900)
Двенадцатая перепись населения США, проведённая Бюро переписи населения 1 июня 1900 года, установила, что население США составляет 76 212 168 человек, то есть увеличилось на 21 процент по сравнению с переписью 1890 года (62 979 766 человек).

## Вопросы переписи
Перепись 1900 года собирала следующую информацию:
- адрес
- имя
- кем является опрашиваемый по отношению к главе семьи
- пол
- раса (в переписи «Цвет или раса»)
- возраст, месяц и год рождения
- семейное положение, и, если в браке, сколько лет в нём состоял
- для женщин — число рождённых детей и число живых на данный момент
- место рождения опрашиваемого и его родителей
- если родился за границей, год иммиграции и был ли натурализован
- занятость
- число месяцев без работы
- школа
- способен ли разговаривать на английском
- живёт ли на ферме
- владеет ли или арендует ли дом, если владеет — заложен ли дом

Полная документация переписи, включая формы и инструкции для обрабатывающих данные, доступны из IPUMS.

## Доступность данных переписи
Исходные листы переписи были микрофильмированы бюро переписи населения в 1940 году, после чего были уничтожены. Микрофильмированные данные переписи доступны в Национальном управлении архивов и документации. Несколько организаций также держат изображения листов переписи в интернете, есть и цифровые данные переписи.
Микроданные переписи 1900 года находятся в свободном доступе через IPUMS. Сводные данные для малых территорий могут быть загружены из Национальной историко-географической информационной системы США вместе с данными о границах.